# Judita Vaičiūnaitė

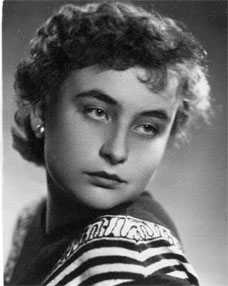
Judita Vaičiūnaitė

Viktorija-Judita Viktorovna Vaičiūnaitė (* 12. Juli 1937 in Kaunas; † 11. Februar 2001 in Vilnius) war eine litauische Schriftstellerin. Sie ist vor allem für ihre literarischen Beschreibungen städtischen Lebens und mythologischer Frauen bekannt und gehört zu den berühmtesten litauischen Autoren des 20. Jahrhunderts.

## Herkunft und Ausbildung
Judita Vaičiūnaitė wurde 1937 im mittellitauischen Kaunas, in der zweitgrößten Stadt Litauens, geboren. Ihr Vater Viktoras Vaičiūnas (1896–1945) war Professor für Psychiatrie, ihre Mutter Adelė Genovaitė Vaičiūnienė (1908–1972) Krankenschwester. Zu ihrer Schwester Dalia Marija Vaičiūnaitė (1935–1994) hatte sie ein besonders enges Verhältnis. Ihr Onkel war Dichter und Dramatiker Petras Vaičiūnas (1890–1959). 
Nach dem Zweiten Weltkrieg zog die Familie zur litauischen Hauptstadt Vilnius. Judita Vaičiūnaitė studierte bis zu ihrem Abschluss 1959 an der Fakultät für Geschichte und Philologie der Universität Vilnius Sie wohnte zeitlebens in Vilnius. Die litauische Hauptstadt wurde zum zentralen Thema ihrer Literatur.

## Karriere
Vaičiūnaitė's erste Gedichtsammlung Pavasario akvarelės [Frühlings-Aquarelle], wurde 1960 veröffentlicht. Sie gab im Laufe ihres Lebens mehr als 20 Gedichtbände heraus. Daneben schrieb sie auch Märchen und Gedichte für Kinder.
Vaičiūnaitė war Herausgeberin verschiedener Literaturjournale in Litauen und übersetzte andere Dichter ins Litauische, insbesondere das Werk von Anna Achmatowa.
978 veröffentlichte sie auch ihre Memoiren Vaikystės veidrody [Im Spiegel der Jugend], eine Serie von Essays über ihr eigenes Leben.

## Literarisches Werk
Vaičiūnaitės Lyrik bearbeitete ein breites Spektrum von Themen, darunter die Litauische und Griechische Mythologie, moderner Jazz, Geschichte und das zeitgenössische Stadtleben. Die Gedichte, die in der Altstadt von Vilnius angesiedelt sind, zählen zu den bekanntesten, während die meisten anderen litauischen Dichter ihrer Zeit vom Lande stammten und sich thematisch auf die Natur konzentrierten. Sie ließ auch die multikulturelle Geschichte von Vilnius in ihre Gedichte einfließen.
In ihren Werken verwendete sie häufig dramatische Monologe, oft aus der Sicht von weiblichen historischen und mythologischen Figuren. Ihre Lyrik war beeinflusst von der Neoromantik von Salomėja Nėris, der ersten bedeutenden litauischen Dichterin. Sie gehörte zusammen mit Marcelijus Martinaitis, Sigitas Geda und anderen zu einer Generation einer neuen litauischen Poesie, die sich auch in Abgrenzung zum sowjetischen Gesellschaftssystem verstand. Sie wird dem Realismus zugerechnet, das das Leben alleinstehender Frauen in der Stadt war ein oft wiederkehrendes Motiv.
Vaičiūnaitė führte ein Leben als unabhängige Frau, sie hatte mit Hermanis Margeris Majevskis eine Tochter, die sie allein großzog. Sie verstand sich als Feministin.

## Tod und Vermächtnis
Judita Vaičiūnaitė starb im Jahr 2001 in Vilnius. Eine 2010 posthum erschienene Sammlung aus ihrem Werk, Kristalas: Poezijos Rinktinė [Kristall: Gesammelte Poesie] wurde vom Litauischen Schriftstellerverband veröffentlicht. 2018 erschien eine Sammlung ihrer Werke in englischer Übersetzung unter dem Titel Vagabond Sun: Selected Poems.
Ein ihr zu Ehren errichtetes Denkmal steht in der Nähe der Katharinenkirche in der Altstadt Vilnius.

## Auszeichnungen
- 1996 Preis für Literatur, Kunst und Wissenschaft der Baltischen Versammlung für ihre Sammlung Žemynos vainikai [Kränze von Zemyna].[4]
- 1997 Orden des litauischen Großfürsten Gediminas[6]
- 2000 Preis des Litauischen Schriftstellerverbands[6]
- 1978 wurde sie mit dem Preis beim Literaturfestival Poezijos pavasaris [Poesiefrühling] ausgezeichnet.[4]

## Veröffentlichungen (Auswahl)

### Gedichtsammlungen
- Pavasario akvarelės Valstybinė grožinės literatūros leidykla, Vilnius (1960)
- Kaip žalias vynas Valstybinė grožinės literatūros leidykla, Vilnius (1962)
- Per saulėtą gaublį Vaga, Vilnius (1964)
- Vėtrungės Vaga, Vilnius (1966)
- Po šiaurės herbais Vaga, Vilnius (1968)
- Žiemos lietus Vaga, Vilnius (1987)
- Žemynos vainikai Lietuvos rašytojų sąjungos leidykla, Vilnius (1995) ISBN 9986-413-50-8
- Seno paveikslo šviesa Vaga, Vilnius (1998) ISBN 5-415-01278-8
- Debesų arka Lietuvos rašytojų sąjungos leidykla, Vilnius (2000) ISBN 9986-39-162-8
- Kristalas: Poezijos Rinktinė Lietuvos rašytojų sąjungos leidykla, Vilnius (2010) ISBN 978-9986-39-651-2

### Theaterstücke
- Pavasario fleita Vaga, Vilnius (1980)

### Memoiren
- Vaikystės veidrody Baltos lankos, Vilnius (1996) ISBN 9986-813-02-6